# Defense Distributed
Defense Distributedとは、オンラインのオープンソース団体で、ウィキウェポンと呼ばれる銃の設計を手がけている非営利団体。
データをインターネットからダウンロードして3Dプリンターで「印刷」できる。「誰でもダウンロードして、3Dプリンターで再現できる、使用に耐えうるプラスチック製の銃」の設計図を製作し、無料で公開することを組織の目標としている。
クラウドファンディングへのアピールで2万米ドル以上調達した後、最初の3Dプリンターが没収されたことで苦労したが、プライベート製造会社と提携し印刷できる銃の実弾テストを始めた。

## 歴史

### 設立
2012年6月4日にdefensedistributed.comというドメインが登録され、同年7月に2万ドルの投資を求めるIndiegogoでの同名のキャンペーンと連動する形でウェブサイトが公開された。しかしキャンペーン開始から3週間後、Indiegogoは利用規約に反するとしてこのキャンペーンを停止し、パブリックコメントの提供なしに寄付金は払い戻された。
Defense Distributedは自身のウェブサイトで資金調達のアピールを続けていたがPayPalと暗号通貨のBitcoinを通じて同年9月に募金目標を達成した。
創設者兼スポークスパーソンのコディ・ウィルソンが2012年7月より代表を務めており、アメリカ合衆国、ドイツの学生、IT専門家、技術者、プログラマーが在籍している。

### 目的
Defense Distributedの公式サイトによれば、非営利かつ慈善的で文学的に組織運営されているとし、明確に「アメリカ合衆国憲法で保障され合衆国最高裁判所によって認定されている市民の自由防衛を目的とした、銃へのポピュラーなアクセスを生成し、公共の利益の増進のため、容易なグローバルアクセスを通し、銃の3D印刷に関する情報と知識を公開し配布することで、協働作業による製造できるようにする」と記載している。
組織の動機として「銃というより製造技術の民主化」と述べている、しかし、現在に至るまでDefense Distributedの目的が直接言及されたのは、イギリスのロンドンで行われた、Bitcoinカンファレンスでのウィルソンによる演説のみである。
スラッシュドットでのインタビューで、ウィルソンは自身のウィキウェポンプロジェクトを「文字通り、自由を具体的にするための啓蒙主義的アイデアを試す」機会であることを論じた。

### DEFCAD
2012年12月、メーカーボット・インダストリーズが3Dプリンタ関連ファイルライブラリのThingiverseで銃火器関連ファイルをダウンロードできるようにすることを決めた事に反応する形でDefense Distributedはdefcad.orgという姉妹サイトを開設した。しかし、DEFCADは現在Defense Distributedの全ファイルだけでなく他の一般公開されているファイルやウィキウェポンプロジェクトに関連したファイルもThingiverseによって検閲されるとされる。

## 運営

### 法的地位
Defense Distributedは武器製造メーカーではないものの、ウィルソンはライセンスされている銃火器製造メーカーやパブリックによって開発された知的財産や情報を公開するために運営していると述べているが、連邦銃器ライセンスは申請している。

## 法的トラブル

### ストラタシスによる没収
Defense Distributedの計画を知った3Dプリンタ製造メーカーのストラタシスは、法的措置をちらつかせながら「ウィルソンにリースしていた3Dプリンタの返却」を要求した。2012年9月26日、プリンタを使用のためアセンブルする前にウィルソンはストラタシスからプリンタを違法な目的に使用していると主張する電子メールを送付された。ストラタシスはすぐにリースをキャンセルする措置を取ると共に、次の日にプリンタを没収するチームを派遣した。その後、ウィルソンはATFから尋問を受けた。

### 検知されない銃器法
Defense Distributedは、曖昧な点が有る検知されない銃器法に関して、新たな議論や考察を推進する努力をしている。

## 批評
全米ライフル協会(NRA)は、支持していないものの、パブリックコメントの発信や、何かしらかの行動は行なっていない。一方、米国銃所有者協会(GOA)は、遠回しながら支持している。批評家は、公共の安全を危険に晒し、アメリカ合衆国連邦政府のシステムを駄目にする方向に変えようとしていることを非難している。
オープンソースソフトウェアの象徴的存在であるエリック・レイモンドは、Defense Distributedや活動を支持し「自由の友達」と呼び、「政府や犯罪者による独占を難しくするための、いかなる開発を支持する。3Dプリンターは、安価かつ広く入手できるようになってきており、正しい方向に向かう大きな一歩になる可能性を持っている」と述べている。